# 八重樫葵
八重樫 葵（やえがし あおい、1988年10月19日 - ）は、元女性アナウンサー。

## 来歴・人物
宮城県仙台市出身。仙台市立第一中学校、宮城県第一女子高等学校、慶應義塾大学総合政策学部卒業後、2011年秋田放送入社。同期入社は幸坂理加（生島企画室所属のフリーアナウンサー）。
中学時代の2003年に第20回NHK杯全国中学校放送コンテスト、高校時代の2004年に第51回NHK杯全国高校放送コンテストに出場し、アナウンス部門で優勝。翌2005年には後者の実質優勝特典として第77回選抜高等学校野球大会開会式入場行進の司会を務めた。
大学時代は河添健ゼミに所属。また日テレ学院でアナウンス講座を受講していた。
2018年3月、秋田放送を退社。
2019年に福島テレビへ入社。
2022年9月、福島テレビを退社。

## 過去の出演番組

### 福島テレビ
- テレポートプラス（2019年6月 - 2022年9月）
- FTVニュース（不定期）

### 秋田放送時代
- エビス堂☆金（2013年1月4日 - 2016年3月25日）
- ごくじょうラジオ（2013年4月1日 - 9月27日）
- あさ採りワイド秋田便（2016年4月 - 2018年3月30日）
- 花ミチ〜ただいま花嫁修行中〜（2018年1月6日 - 3月31日）
- さきがけABSニュース